# Суперкуп Словеније у рукомету
Суперкуп Словеније у рукомету је рукометна утакмица у којој се састају првак Словеније и освајач Купа Словеније.

## Резултати
| Година | Град домаћин  | Победник      | Поражени        | Резултат         |
| ------ | ------------- | ------------- | --------------- | ---------------- |
| 2007.  | Велење        | Цеље          | Горење Велење   | 30–23            |
| 2008.  | Копер         | Копер         | Тримо Требње    | 37–26            |
| 2009.  | Марибор       | Горење Велење | Тримо Требње    | 29–25            |
| 2010.  | Марибор       | Цеље          | Марибор Браник  | 34–28            |
| 2011.  | Трбовље       | Горење Велење | Копер           | 33–28            |
| 2012.  | Севница       | Горење Велење | Цеље            | 28–24            |
| 2013.  | Није одржан   | Није одржан   | Није одржан     | Није одржан      |
| 2014.  | Порторож      | Цеље          | СВИШ            | 31–22            |
| 2015.  | Порторож      | Цеље          | Горење Велење   | 29–27            |
| 2016.  | Порторож      | Цеље          | Копер 2013      | 25–24            |
| 2017.  | Словењ Градец | Цеље          | Марибор Браник  | 32–25            |
| 2018.  | Ново Место    | Крка          | Цеље            | 23–22            |
| 2019.  | Словењ Градец | Цеље          | Горење Велење   | 25–23            |
| 2020.  | Није одржан   | Није одржан   | Није одржан     | Није одржан      |
| 2021.  | Није одржан   | Није одржан   | Није одржан     | Није одржан      |
| 2022.  | Горња Радгона | Горење Велење | Цеље            | 35–33 (седмерци) |
| 2023.  | Ормож         | Цеље          | Јерузалем Ормож | 31–22            |
| 2024.  | Није одржан   | Није одржан   | Није одржан     | Није одржан      |

### Успешност клубова
| Клуб          | Титула | Година                                         |
| ------------- | ------ | ---------------------------------------------- |
| Цеље          | 8      | 2007, 2010, 2014, 2015, 2016, 2017, 2019, 2023 |
| Горење Велење | 4      | 2009, 2011, 2012, 2022                         |
| РК Копер      | 1      | 2008                                           |
| Крка          | 1      | 2018                                           |